# Субботово (Трубчевский район)
Субботово — деревня в Трубчевском районе Брянской области России. Входит в состав Усохского сельского поселения.

## География
Деревня расположена на берегу реки Витень, на расстоянии 11 км к северо-востоку от Трубчевска, административного центра района.

## Население
| 2010 | 2013 |
| ---- | ---- |
| 21   | ↘20  |

## Улицы
В деревне имеется одна улица — Полевая.

## Топографические карты
- Лист карты N-36-128 Трубчевск. Масштаб: 1 : 100 000. Состояние местности на 1985 год. Издание 1990 г.
- Лист карты N-36-XXXIV. Масштаб: 1 : 200 000. Указать дату выпуска/состояния местности.